# Cryptocheiridium elgonense
Espèce
Cryptocheiridium elgonense est une espèce de pseudoscorpions de la famille des Cheiridiidae.

## Distribution
Cette espèce est endémique du Kenya. Elle se rencontre sur le mont Elgon et le mont Kenya.

## Étymologie
Son nom d'espèce, composé de elgon et du suffixe latin -ense, « qui vit dans, qui habite », lui a été donné en référence au lieu de sa découverte, le mont Elgon.

## Publication originale
- Beier, 1955 : Pseudoscorpionidea, gesammelt während der schwedischen Expeditionen nach Ostafrika 1937-38 und 1948. Arkiv för Zoologi, sér. 2, vol. 7, p. 527-558.